# Villard-Saint-Christophe
Villard-Saint-Christophe är en kommun i departementet Isère i regionen Auvergne-Rhône-Alpes i sydöstra Frankrike. Kommunen ligger i kantonen La Mure som tillhör arrondissementet Grenoble. År 2022 hade Villard-Saint-Christophe 398 invånare.

## Befolkningsutveckling
Antalet invånare i kommunen Villard-Saint-Christophe
Referens:INSEE